# Референдум
Рефере́ндум (від лат. referendum — те, що треба доповісти) — в державному праві ухвалення електоратом (виборцями) рішення з конституційних, законодавчих чи інших внутрішньо- або зовнішньополітичних питань.

## Опис
Умови проведення референдуму і його процедура регулюються конституціями і законодавством країн.
Залежно від предмета, способу проведення і сфери застосування, розрізняють: референдум конституційний (на всенародне голосування виноситься проєкт конституції чи конституційні поправки) і законодавчий (предмет референдуму — проєкт закону), загальнодержавний чи місцевий, обов'язковий референдум чи факультативний.
При обов'язковому референдумі проєкт відповідного акту підлягає ратифікації всіма виборцями (наприклад, в США проєкт поправки до конституції США повинен бути схвалений у всіх 50 штатах).
Ініціатива проведення факультативного референдуму може належати виборцям (Італія), окремим суб'єктам федерації (Швейцарія) чи центральній владі (Франція). Референдум — один з елементів так званої прямої демократії (безпосередньої демократії).
У Німеччині референдуми законодавчо заборонені після Другої світової війни — це пов'язано з тим, що гітлерівський режим був затверджений шляхом плебісцитів.
Важливо додати, що і українці вже мають досвід проведення аналогічного заходу — 1 грудня 1991 року відбувся Всеукраїнський референдум щодо проголошення незалежності України, під час якого 90,32 % виборців підтримали суверенний статус нашої держави, а також нелегітимний референдум у Криму щодо статусу автономії 16 березня 2014 року.

## Електронний референдум
Електронний референдум є одним з інструментів електронної демократії. Українське законодавство визначає електронний референдум як всеукраїнський або місцевий референдум з використанням інформаційно-комунікаційних технологій, електронних засобів для прийняття громадянами рішень з важливих справ держави та суспільства на загальнодержавному та місцевому рівні.